# Engelbrecht Hansen Hoff
Engelbrecht Hansen Hoff (1739 i Aker – 27. november 1811 i Bergen) var en dansk-norsk officer.
Han blev født i Aker i Norge, hvor faderen var officer. Han erholdt i 1760 udnævnelse som fændrik réformé ved 4. søndenfjældske nationale dragonregiment, sandsynligvis det samme regiment, ved hvilket hans fader gjorde tjeneste. 1764 ansattes han som sekretær og dessinatør hos den tjenstgørende ingeniørmajor i Norge, oberstløjtnant H.J. Scheel, hvornæst han i 1768 forfremmedes til konduktør og i 1774 til premierløjtnant i Ingeniørkorpset; sidstnævnte år erholdt han tillige karakter som kaptajn af infanteriet med anciennitet af 1773. Efter i 1782 at være forfremmet til virkelig ingeniørkaptajn med majors rang deltog han som sådan i felttoget i Sverige i 1788. Han blev 1796 karakteriseret oberstløjtnant af infanteriet med anciennitet af 1790, 1803 oberst af samme våben og kommandør for det norske Ingeniørdetachement og var 1802-10 tillige direktør for Norges geografiske Opmåling. I 1809 afgik han fra Ingeniørkorpset og udnævntes samtidig til generalmajor med anciennitet af 1808 og til kommandant på Bergenhus, i hvilken stilling han forblev til sin død, 27. november 1811. Hoff var gift med Marthe Torgersen, som overlevede ham.